# Skoppum
Skoppum är en tätort i Hortens kommun i Vestfold fylke i sydöstra Norge. Tätorten hade 1 682 i invånarantal den 1 januari 2022.